# Attentato al valico di Karni
L'attentato al valico di Karni fu un attentato suicida palestinese avvenuto il 13 gennaio 2005 al terminal pedonale/merci del valico di Karni situato sulla barriera israeliana della Striscia di Gaza. 6 civili israeliani furono uccisi nell'attentato e 5 rimasero feriti.
Hamas, le Brigate dei Martiri di al-Aqsa e i Comitati Popolari di Resistenza rivendicarono l'attentato congiuntamente.

## L'attentato
Il 13 gennaio 2005, intorno alle 22:45, tre militanti palestinesi, armati di AK-47 e bombe a mano, parcheggiarono un camion carico di un ordigno esplosivo da 200 libbre, sul lato palestinese della recinzione, vicino a una porta di ferro che separa i lati israeliano e palestinese al checkpoint di Karni. Alle 22:45, i tre fecero esplodere l'esplosivo che creò un buco attraverso la porta di ferro. Subito dopo i militanti penetrarono nel lato israeliano del valico di Karni. La squadra militante lanciò granate e sparò con le armi d'assalto contro i civili israeliani sul sito.
Durante l'attacco la squadra militante palestinese uccise 6 civili israeliani (camionisti e lavoratori dell'Autorità Portuale) e a ferirne 5. Il successivo scontro a fuoco tra i soldati israeliani di stanza sul posto e i militanti palestinesi portò alla morte dei tre aggressori.

### Vittime
- Ibrahim Kahili, 46 anni, di Umm al-Ghanam;
- Ofer Tiri, 23 anni, di Ascalona;
- Dror Gizri, 30 anni, di Sderot;
- Ivan Shmilov, 53 anni, di Sderot;
- Munam Abu Sabia, 33 anni, di Dabburiya;
- Herzl Shlomo, 51 anni, di Sderot.

### I responsabili
Tre gruppi militanti palestinesi rivendicarono la responsabilità congiunta dell'attentato: Hamas, le Brigate dei Martiri di al-Aqsa e i Comitati Popolari di Resistenza.
Dopo l'attacco, Abu Abir, portavoce dei Comitati di Resistenza Popolare, ha dichiarato alla stampa che "l'attacco è una continuazione della resistenza".

## Reazioni internazionali

### Parti coinvolte
- Israele: funzionari israeliani dichiararono: "Il primo ministro ha ordinato la sospensione di tutti i contatti con i rappresentanti dell'Autorità palestinese e la chiusura di tutti i terminal di Gaza fino a quando non saranno presi provvedimenti reali contro gli atti terroristici";[5]
- Autorità nazionale palestinese: il neoeletto presidente dell'Autorità Nazionale Palestinese Mahmoud Abbas condannò l'attentato.[6]